# Ravage (Transformers)
Ravage (ジャガー, lit. Jaguar) es un personaje ficticio de la serie Transformers. Es un robot similar a una pantera que se transforma en casete, perteneciente a los micro-comunicadores de Soundwave. Ravage es un Decepticon que prefiere acechar solo a los Autobots en vez de atacarlos junto a sus camaradas.

## Transformers: Generación 1
Conocido en la serie de TV como Destructor, Ravage aparecía frecuentemente espiando a los Autobots, y a veces también los enfrentaba. Ravage puede ocultarse fácilmente entre las sombras (y ocultar cualquier tipo de señal que permita rastrearlo) para espiar a los Autobots sin ser visto y grabar todo lo que digan. Luego, él vuelve con los otros Decepticons, se transforma en casete y Soundwave reproduce la grabación de Ravage. Ravage también posee un sistema de rastreo en su nariz, que le permite captar desde formas de vida hasta ondas electromagnéticas. Su debilidad es la luz intensa, que puede dejarlo temporalmente ciego.

## Cómic
Antes de la guerra entre Autobots y Decepticons, Ravage era el guardaespaldas de un mandatario importante de Cybertron, pero cuando Megatron decidió crear los Decepticons, Ravage fue su primer aliado (este evento fue narrado en un cómic de Marvel UK). Cuando los Transformers se estrellaron en la Tierra, Ravage se enfrentó varias veces al Autobot Mirage, y fue uno de los Decepticons presentes cuando apareció Shockwave. Cuando los Decepticons capturaron al humano Donny Finkleberg, Ravage fue el encargado de vigilarlo. Cuando Finkleberg escapó, Ravage lo encontró junto al Autobot Skids. En el enfrentamiento, Skids logró hacer que Ravage cayera a un pozo profundo. Por un tiempo, no se supo nada de Ravage (según los cómics UK, estaba ayudando a Megatron, que había perdido el mando de los Decepticons), hasta que reapareció como parte de la facción rebelde de Decepticons que dirigía Shockwave. Cuando la rebelión fracasó, los Transformers fueron teletransportados a Cybertron por Primus para enfrentar a Unicron. Ravage sobrevivió a la batalla, y fue uno de los Decepticons que lucharon en el planeta Klo bajo las órdenes de Bludgeon.

## Transformers: Beast Wars
A pesar de que la mayoría de personajes de Beast Wars eran nuevos personajes con nombres de viejos personajes (ejemplo: Optimus Primal), Ravage era el mismo de la G1 (un honor compartido con Grimlock).Tras el fin de la guerra entre Autobots y Decepticons, Ravage se convirtió en un Predacon, un Transformer de nueva generación. Su nuevo cuerpo fue una forma humana con cara de pantera. El Concejo Tripredacus envió a Ravage a la Tierra prehistórica de la Guerra de Bestias a acabar con los Maximals y los Predacons, pero allí se alía con los Predacons y muere cuando Rattrap hace explotar su nave. En la versión en inglés, Ravage tenía un acento ruso.

## Películas de acción real

### Transformers: la venganza de los caídos
Ravage es lanzado a la Tierra por Soundwave (quien es un satélite cybertroniano) con el objetivo de robar un fragmento de la Chispa Suprema. Él aterriza en el océano cerca de la sede de NEST.en Diego Garcia, y rápidamente salta a la cerca. Busca en el área y llega a un tubo de ventilación que conduce a la sala de fragmentos de la Chispa Suprema. Él despide miles de lo que parecen ser rodamientos de bolas en la tubería. Estos pequeños transformers conocidos como los Microcons, se combinan en un robot delgado (llamado Reedman) que adquiere el fragmento y se escapa de la base. Ravage cubre su retiro mientras se dirige a los Constructicons antes de acompañarlos para revivir a Megatron. Ravage también implementa Scalpel cuando encuentran a Megatron. Ravage aparece en la batalla final, cuando Bumblebee está en medio de la lucha con Rampage, Ravage salta a la espalda de Bumblebee y lo ataca violentamente. Bumblebee agarra a Ravage y le arranca la cola, sacándole la espina, matándolo. Bumblebee se ve usando la cola como un látigo brevemente contra Rampage.

### Bumblebee
Ravage también aparece brevemente en la película de 2018. Se muestra que está atacando a Optimus Prime durante la batalla en Cybertron después de que Soundwave lo expulsa de su torso.
- Datos: Q3180232